# آب‌انبار تودشک
آب‌انبار تودشک مربوط به اواخر دوره قاجار - دوره پهلوی اول است و در شهرستان اصفهان، بخش کوهپایه، روستای تودشک واقع شده و این اثر در تاریخ ۱۱ مرداد ۱۳۸۴ با شمارهٔ ثبت ۱۲۳۰۸ به‌عنوان یکی از آثار ملی ایران به ثبت رسیده است.